# الکساندر اسکوورتسوف
الکساندر اسکوورتسوف (روسی: Александр Викентьевич Скворцов؛ ۲۸ اوت ۱۹۵۴ – ۴ فوریهٔ ۲۰۲۰) بازیکن هاکی روی یخ اهل شوروی بود.